# Noord (Libanon)
Het Noord Gouvernement (Arabisch: الشمال; ash-Shamal) is een van de gouvernementen van Libanon. De hoofdstad is Tripoli.
Het is onderverdeeld in 7 districten (aqdya):
- Tripoli (Tripoli)
- Akkar (Halba)
- Zgharta (Zgharta / Ehden)
- Bsharri (Bsharri)
- Batroun (Batroun)
- Koura (Amioun)
- Miniyeh-Danniyeh (Miniyeh / Sir ed-danniyeh)

Akkar · Baalbek-Hermel · Beiroet · Beka · Keserwan-Jbeil · Libanongebergte · Nabatiye · Noord · Zuid